# Schwarzstreifen-Taggecko
Der Schwarzstreifen-Taggecko (Phelsuma nigristriata) ist eine Echse und gehört zur Familie der Geckos (Gekkonidae). Die Art erreicht eine Länge von zehn bis elf Zentimetern und zählt damit zu den kleinsten Taggeckos.

## Merkmale
Er wird bis zu 11 cm lang, wobei die Kopf-Rumpf-Länge bis zu 4,6 cm beträgt. Dabei ist das Weibchen meistens etwas schlanker als das Männchen, das Männchen hat einen dickeren Kopf und meist kräftigere Farben.
Der Rücken der Tiere ist grün mit roten bis rotorangen Punkten, der Bauch ist weiß und wird durch einen schwarzen Streifen vom grünen Rücken getrennt. Beim  Weibchen zeichnen sich neben den drei kleinen schwarzen Streifen auch noch kleine türkisfarbene Punkte im Nackenbereich ab.

## Verbreitung

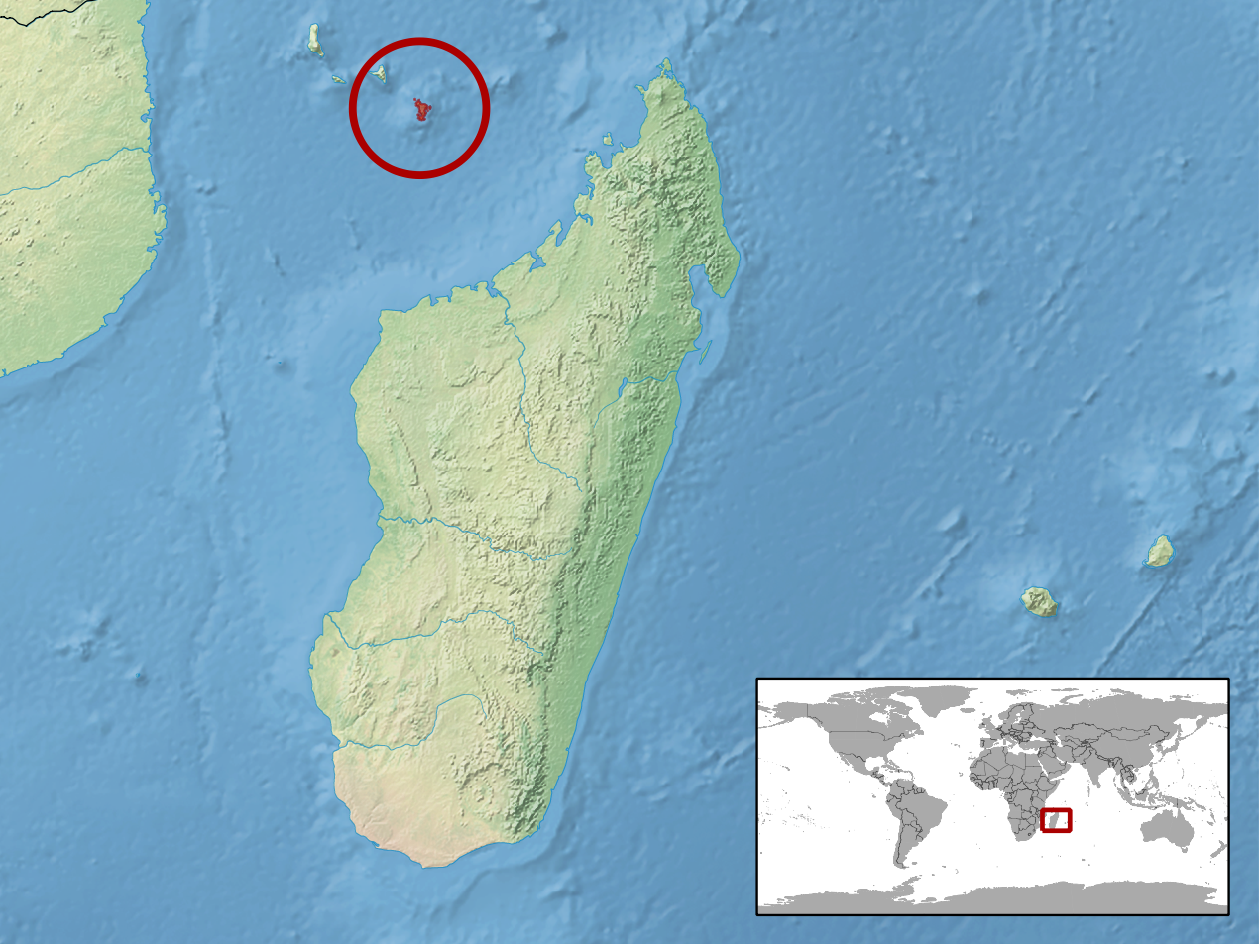
Verbreitungsgebiet nach IUCN

Diese Art ist auf der Komoreninsel Mayotte endemisch. Sie hält sich meistens am Waldrand auf, wo es eher feucht ist. Zu finden ist sie auf Bambus, Agaven oder ähnlichen Pflanzen und Bäumen. Die Luftfeuchtigkeit beträgt am Tage über 80 Prozent und steigt in der Nacht bis auf fast 100 Prozent an. Die mittlere Jahresdurchschnittstemperatur liegt bei ca. 28 °C.

## Lebensweise
Die Eier werden auf den Pflanzen in Höhlungen oder Blattachseln abgelegt. Der Schwarzstreifen-Taggecko kann diese jedoch nicht wie seine nächsten Verwandten innerhalb der Phelsuma-dubia-Gruppe an den Pflanzen festkleben.

## Systematik
Der Schwarzstreifen-Taggecko gehört zur Phelsuma dubia-Gruppe, einer Klade innerhalb der Taggeckos. Zusammen mit Phelsuma modesta bildet er eine Schwestergruppe zu den übrigen Vertretern der Klade, das sind P. dubia, P. berghofi, P. hielscheri, P. malamakibo, P. flavigularis und P. ravenala.
Er wurde 1983 von Harald Meier bei Ivambeni auf Mayotte gefunden und 1984 von ihm beschrieben. Auf Mayotte kommen neben dem Schwarzstreifen-Taggecko auch noch die Verwandten Phelsuma dubia und Phelsuma laticauda sowie die ebenfalls nur auf dieser Insel heimische Art Phelsuma robertmertensi und die Unterart Phelsuma v-nigra pasteuri vor.
Der wissenschaftliche Artname nigristriata dieses Taggeckos leitet sich aus den beiden lateinischen Wörtern niger (für schwarz) und striatus (für gestreift) ab und bezieht sich auf die schwarzen Streifen im Nackenbereich des Schwarzstreifen-Taggeckos.

## Terrarienhaltung

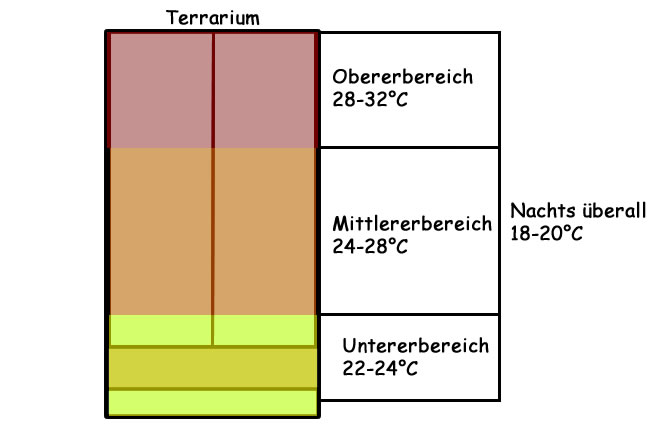
Temperaturverteilung im Terrarium

Die Einrichtung des Terrariums sollte möglichst viele glatte Gegenstände erhalten, z. B. Bambusrohr oder Pflanzen mit großen Blättern. Die Tiere benötigen Verstecke und die Möglichkeit zur Eiablage. Das Terrarium sollte verschiedene Temperaturzonen zwischen 22 und 32 °C aufweisen, nachts ca. 18 bis 20 °C. Die Luftfeuchtigkeit sollte zwischen 50 und 70 Prozent liegen. Im Terrarium werden die Schwarzstreifen-Taggeckos acht bis zehn Jahre alt. Die Lebenserwartung der Weibchen ist bei Terrarienhaltung etwas kürzer als die der Männchen.